# Tervise Paradiis

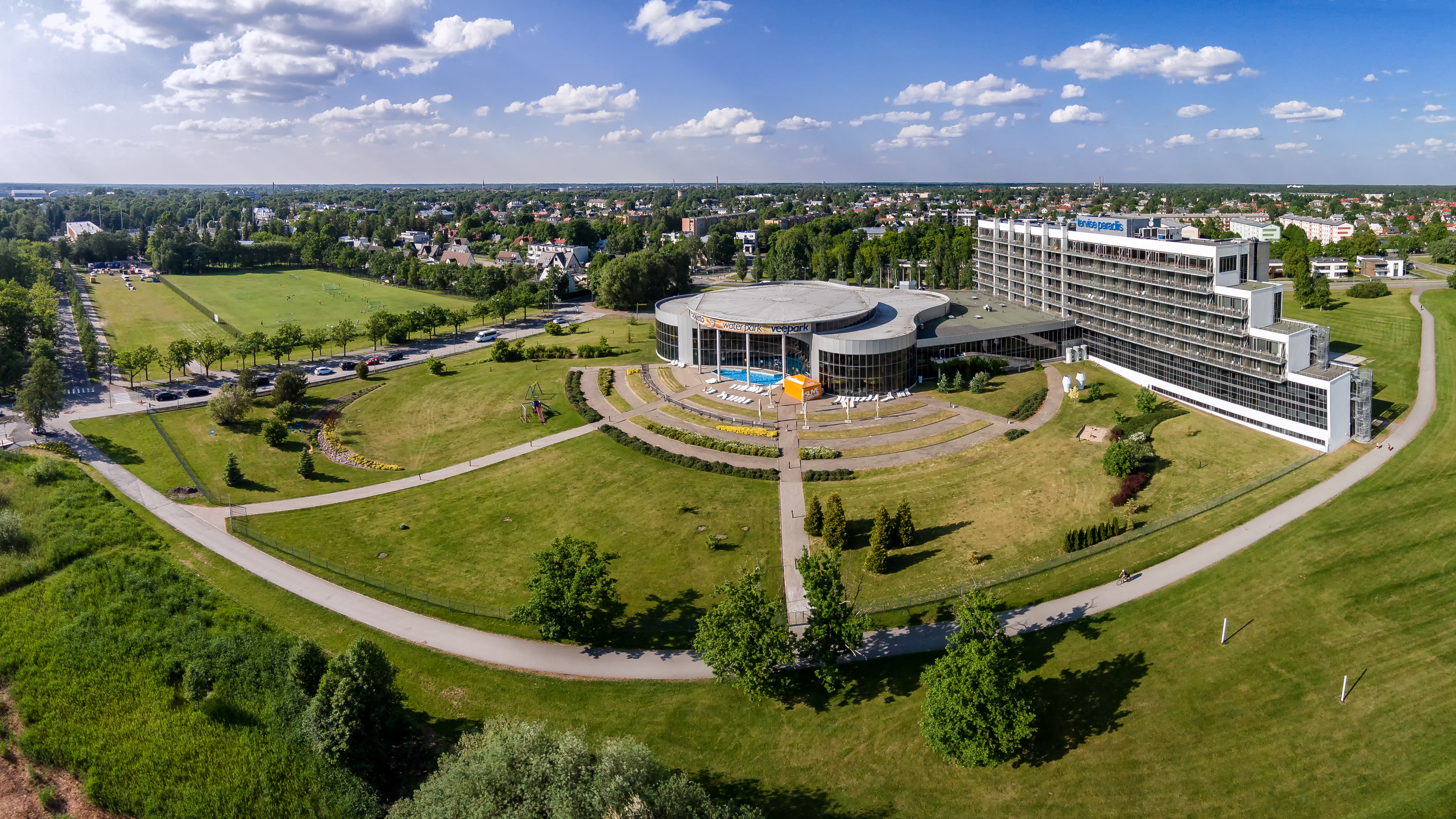
Parque Aquático Tervise Paradiis

Tervise Paradiis ('Health Paradise') é um parque aquático e hotel em Pärnu, na Estónia. É o maior parque aquático da Estónia.
As instalações foram inauguradas em 2004.
Além de outras atrações, o parque aquático possui 4 escorregas diferentes. O escorrega mais longo tem 85 m de comprimento. O centro também possui uma plataforma de mergulho de 4 metros e rápidos artificiais.